# Stephanie Rauer
Stephanie Rauer (* 20. Juni 1979 in Essen, Nordrhein-Westfalen) ist eine deutsche Eiskunstläuferin. 
Stephanie Rauer begann mit sieben Jahren mit dem Eiskunstlaufen. Sie war zusammen mit ihrem Bruder Thomas Rauer zweifache Deutsche Meisterin im Eistanzen. Das Paar startete für den ERV 68 Essen. Ihre Trainer waren Christina Henke-Medes, Udo Dönsdorf und schließlich Oleg Ryjkin.
Das Paar beendete 2003 seine Amateurkarriere.
Stephanie Rauer studiert Sozialwissenschaften.

## Erfolge/Ergebnisse

### Olympische Winterspiele
- keine Teilnahme

### Weltmeisterschaften
- 1999 – 19. Rang
- 2000 – 19. Rang
- 2001 – 27. Rang
- 2002 – 19. Rang

### Europameisterschaften
- 1997 – 19. Rang
- 1998 – nicht teilgenommen
- 1999 – 16. Rang
- 2000 – 15. Rang
- 2001 – 21. Rang
- 2002 – 17. Rang

### Deutsche Meisterschaften Eistanz
- 1997 – 3. Rang
- 1998 – 2. Rang
- 1999 – 2. Rang
- 2000 – 2. Rang
- 2001 – 1. Rang
- 2002 – 1. Rang
- 2003 – 3. Rang

| Personendaten    | Personendaten             |
| ---------------- | ------------------------- |
| NAME             | Rauer, Stephanie          |
| KURZBESCHREIBUNG | deutsche Eiskunstläuferin |
| GEBURTSDATUM     | 20. Juni 1979             |
| GEBURTSORT       | Essen                     |